# Expedito Eduardo de Oliveira
Dom Expedito Eduardo de Oliveira (Pacatuba, 8 de janeiro de 1910 — 8 de maio de 1983) foi religioso católico brasileiro, primeiro bispo da Diocese de Patos de 1959 a 1983.

## Biografia
Filho do magistrado Alfredo Augusto de Oliveira e de Elvira Espíndola de Oliveira, foi batizado na igreja de Nossa Senhora da Conceição de Pacatuba. Ingressou no Seminário de Fortaleza em fevereiro de 1924. Recebeu o presbiterato do arcebispo D. Manuel, em 30 de novembro de 1933. Em 10 de junho de 1934, assumiu o paroquiato da recém-criada freguesia de São Gerardo, em Fortaleza. Durante seu paroquiato, ocorreu a fundação do Teatro São Gerardo, o qual foi de sua iniciativa.
Em 1 de junho de 1942, foi removido para a paróquia de Nossa Senhora do Carmo, onde permaneceu até 10 de setembro de 1948, quando foi nomeado pró-vigário-geral da Arquidiocese de Fortaleza. Em 9 de junho de 1949, recebeu o título honorífico de Camareiro Secreto Supranumerário de Sua Santidade, o Papa Pio XII, com honras de monsenhor. Em 14 de fevereiro de 1951, foi nomeado cura da Sé de Fortaleza e, em 6 de outubro de 1953, bispo-titular de Barca e auxiliar de D. Lustosa. Sua sagração ocorreu em 15 de dezembro de 1953, na Catedral de Fortaleza, ainda em construção, sendo sagrantes o próprio D. Lustosa, D. Eliseu Simões Mendes, bispo de Mossoró, e D. José Terceiro de Sousa, bispo de Caetité.
Em 25 de fevereiro de 1959, foi nomeado pelo papa João XXIII para a recém-criada Diocese de Patos, na Paraíba, da qual tomou posse em 11 de julho seguinte. Ali esteve durante vinte e quatro anos. Criou doze paróquias; fundou o Seminário Diocesano; efetivou casas e comunidades religiosas para cuidar da catequese e educação dos mais carentes.
Em 1962, por sua iniciativa, a Diocese de Patos passou a ter o comando da Rádio Espinharas. Outro grande feito foi a fundação da Escola Normal São José, inaugurada em 24 de março de 1963, momento em que era ramificada a Congregação das Irmãs Josefinas, as quais ficariam responsáveis pela administração da unidade de ensino. No mesmo ano, trouxe para Patos uma unidade de Cáritas Brasileira, objetivando socorrer aqueles vitimados pela seca. Cinco mil famílias cadastradas passaram a receber cestas básicas e roupas, doadas pelos Estados Unidos da América.
Dom Expedito faleceu repentinamente, de enfarte, aos 73 anos de idade, em 8 de maio de 1983. Foi sepultado na Catedral de Patos.